# Абдулкарім аль-Алі
Абдулкарім Салем Рашид Абдалла аль-Енезі аль-Алі (араб. عبدالكريم سالم راشد عبدالله العلي; нар. 25 березня 1991) — катарський футболіст, захисник клубу «Аль-Сайлія» і національної збірної Катару, у складі якої — володар Кубка Азії 2019 року.

## Клубна кар'єра
Народився 25 березня 1991 року. Вихованець футбольної школи клубу «Аль-Райян». Дорослу футбольну кар'єру розпочав 2009 року в основній команді того ж клубу, в якій провів шість сезонів.
Протягом 2015—2016 років командою гравця була «Аль-Сайлія», кольори якої він захищав на умовах оренди.
Повернувся з оренди да «Аль-Райяна» 2016 року, проте вже за рік повернувся до клубу «Аль-Сайлія», вже на умовах повноцінного контракту.

## Виступи за збірну
2013 року дебютував в офіційних матчах у складі національної збірної Катару.
У складі збірної був учасником кубка Азії з футболу 2019 року в ОАЕ. Взяв участь у двох іграх своєї команди, яка виграла усі сім матчів турніру із сукупним рахунком 19:1 і уперше в своїй історії стала чемпіоном Азії.
| Дата       | Місто    | Господарі      | Результат | Гості | Турнір                        | Голи | Примітки |
| ---------- | -------- | -------------- | --------- | ----- | ----------------------------- | ---- | -------- |
| 09-01-2019 | Аль-Айн  | Катар          | 2 – 0     | Ліван | Кубок Азії 2019 - 1-й етап    | -    | 62'      |
| 25-01-2019 | Абу-Дабі | Південна Корея | 0 – 1     | Катар | Кубок Азії 2019 - чвертьфінал | -    |          |
| Усього     |          | Матчів         | 2         |       | Голів                         | 0    |          |

## Досягнення
- Володар Кубка Еміра Катару (3):

«Ар-Райян»: 2010, 2011, 2013
- Володар Кубка наслідного принца Катару (1):

«Ар-Райян»: 2012
- Володар Кубка шейха Яссіма (3):

«Ас-Садд»: 2012-13, 2013-14
Збірні
- Володар Кубка Азії (1): 2019